# Avenue Crosson-Duplessis
L'avenue Crosson-Duplessis est une voie d'Abidjan en Côte d'Ivoire.

## Situation et accès
Elle est située dans le quartier du Plateau.

## Origine du nom
Elle rend honneur à Charles Gaston Crosson-Duplessis.